# Mohamed Paziraie
Mohamed Paziraie (in persiano محمد پذیرایی‎; Baku, 4 agosto 1929 – Teheran, 9 marzo 2002) è stato un lottatore iraniano, specializzato nella lotta greco-romana.

## Palmarès

### Olimpiadi
- 1 medaglia:
  - 1 bronzo (Roma 1960 nei -52 kg)